# قانون حق التأليف والنشر الياباني
قانون حق التأليف والنشر الياباني (著作権法, Chosakukenhō) يتكون من شقين: "حقوق المؤلف" و"حقوق المجاورة". وبالتالي، "حقوق التأليف والنشر" هو مصطلح جامع ملائم بدلاً من مفهوم واحد في اليابان. كانت اليابان طرفًا في معاهدة برن في عام 1899، لذا فإن قانون حق التأليف والنشر فيها يتوافق مع معظم اللوائح الدولية. كان القانون الصادر في عام 1899 يحمي الأعمال المحمية بحقوق التأليف والنشر لمدة 30 عامًا بعد وفاة المؤلف. لكن طرأت تغييرات قانونية عام 1970 لتنص على تمديد المدة إلى 50 عامًا (أو 50 عامًا بعد النشر بالنسبة للمؤلفين والشركات المجهولين). ومع ذلك، في عام 2004 قامت اليابان بتمديد مدة حقوق التأليف والنشر إلى 70 عامًا للأعمال السينمائية؛ فبالنسبة للأفلام التي صدرت قبل عام 1970، تمتد مدة حقوق التأليف والنشر أيضًا لمدة 38 عامًا من وفاة المخرج.
في نهاية عام 2018، نتيجة لمفاوضات الشراكة العابرة للمحيط الهادئ ومتطلبات اتفاقية الشراكة الاقتصادية بين الاتحاد الأوروبي واليابان. طُبقت مدة 70 عامًا على جميع الأعمال. ولم يطبق هذا المصطلح الجديد بأثر رجعي؛ فالأعمال التي دخلت الملكية العامة بين عامي 1999 و29 ديسمبر 2018 (ضمناً) نتيجة انتهاء المدة الزمنية لحقوق التأليف والنشر ظلت في الملكية العامة.

## حقوق المجاورة
تشير "الحقوق المجاورة" (隣接権rinsetsu-ken ) إلى حقوق فناني الأداء والمذيعين وغيرهم من الأفراد الذين لا يؤلفون أعمالًا، ولكنهم يلعبون دورًا مهمًا في إيصالها إلى الجمهور.